# Żaglon
Żaglon (Alepisaurus ferox) – gatunek ryby skrzelokształtnej z rodziny żaglonowatych (Alepisauridae), dla której jest typem nomenklatorycznym. Występuje we wschodnim i zachodnim Pacyfiku na głębokości od 0 do 1830 m. Osiąga do 215 cm długości i 9 kg masy ciała. 
Zwierzęta te zamieszkują głównie tropikalne i subtropikalne wody, jednak w okresie karmienia dorosłe migrują na północ do Grenlandii, Islandii i Morza Beringa. Mają 30–45 miękkich promieni w płetwie grzbietowej i 47–52 kręgów. Wielka paszcza o prostej krawędzi wyposażona jest w dwa wysunięte, sztyletowate zęby. Żaglon jest jedną z najbardziej żarłocznych ryb świata i zwana jest "rybą kanibalem".